# Eugenia excoriata
Eugenia excoriata är en myrtenväxtart som beskrevs av Otto Karl Berg. Eugenia excoriata ingår i släktet Eugenia och familjen myrtenväxter. Inga underarter finns listade i Catalogue of Life.